# Palpita palpifulvata
Palpita palpifulvata is een vlinder uit de familie van de grasmotten (Crambidae), uit de onderfamilie van de Spilomelinae. De wetenschappelijke naam van deze soort is voor het eerst voorgesteld door Jagbir Singh Kirti en Harjinder Singh Rose in een publicatie uit 1992.
De soort komt voor in India (Arunachal Pradesh).